# Roberto Fiorio
Roberto Fiorio (Torino, 1º maggio 1927 – ...) è stato un calciatore italiano, di ruolo mezzala.

## Carriera
Cresciuto nelle giovanili del Torino, è poi passato al Pavia dove ha disputato tre stagioni, di cui le prime due in Serie C, ottenendo la promozione tra i cadetti nella seconda stagione, e la terza in Serie B con 27 presenze e 4 reti; ha esordito tra i cadetti il 20 settembre 1953 a Busto Arsizio nella vittoriosa partita Pro Patria-Pavia (2-3).
Nel 1954 è passato al Marzotto Valdagno: in Veneto ha disputato due stagioni, collezionando 30 presenze in Serie B con 9 reti realizzate.

## Palmarès

### Giocatore

#### Competizioni nazionali
- Serie C: 1

Pavia: 1952-1953